# Chlorodontopera discospilota
Chlorodontopera discospilota är en fjärilsart som beskrevs av Moore 1872. Chlorodontopera discospilota ingår i släktet Chlorodontopera och familjen mätare. Inga underarter finns listade i Catalogue of Life.